# Köves Dóra
Köves Dóra (Budapest, 1977. augusztus 3. –) magyar színésznő.

## Életpályája
Gyerekszínészként a Földessy Margit Színjáték- és Drámastúdióban kezdte, majd 1997-től Hevesi Sándor Színházban volt stúdiós 3 évig. A stúdiós évek után színészként további 4 évet töltött a zalaegerszegi színház társulatában. 2004-től szabadfoglalkozású színművésznő. Drámainstruktori és színjátékos diplomáját 2016-ban kapta meg a Színház- és Filmművészeti Egyetemen, ahol Molnár Piroska, Kocsis Gergely és Szőcs Artur voltak osztályvezető tanárai. 2018 óta a Rádió 1 női hangja.

## Fontosabb színházi szerepei
- Anton Pavlovics Csehov: Cseresznyéskert... Ljubov Andrejevna, földbirtokosnő
- Molière: Tartuffe... Elmira
- Friedrich Schiller: Az orleansi szűz... Louison, Johanna nővére
- Arthur Miller: A salemi boszorkányok... Tituba
- Friedrich Dürrenmatt: Az öreg hölgy látogatása... Loby
- Jean Anouilh: Eurüdike... A szép kaszírnő
- Federico Fellini – Neil Simon – Cy Coleman – Dorothy Fields: Sweet Charity... Carmen
- George Bernard Shaw – Alan Jay Lerner – Frederick Loewe: My Fair Lady... Dühös nő
- Jerry Bock – Joseph Stein – Sólem Aléchem: Hegedűs a háztetőn... Cejtel, nagymama
- Rideg Sándor: Indul a bakterház... Csámpás Rozi
- Vörösmarty Mihály: Csongor és Tünde... Ilma
- Molnár Ferenc: Az üvegcipő... Szakácsné
- Illyés Gyula – Litvai Nelli: Szélkötő Kalamona... Medvebocs
- Gozsdu Elek – Márton László: Lepkék a kalapon... Baán Mili, szintén Baán Márta kislánya (Radnóti Miklós Színpad)
- Háy János: A Herner Ferike faterja... Asszony
- Bereményi Géza – Várkonyi Mátyás: Ifipark... Gizike
- Eisemann Mihály – Zágon István: Fekete Péter... Marie főkomorna
- Nóti Károly – Zágon István: Hyppolit, a lakáj... Julcsa
- Zerkovitz Béla – Szilágyi László: Csókos asszony... Róth Manfrédné
- Jim Steinman – Michael Kunze: Vámpírok bálja... Rebecca
- Alex Koenigsmark: Agyő, kedvesem!... Svestková, fuvoláslány
- Paul Zindel: A gammasugarak hatása a százszorszépekre... Janice (Off Broadway Színház)
- Horace McCoy: A lovakat lelövik, ugye?... szereplő (Földessy Margit Stúdió - IBS)
- Hunkurunk, avagy a szemérmes nem tanul... szereplő
- Lewis Carroll: Alice Csodaországban... szereplő (Játélszín)
- Carlos Murillo: Dark Play – Játék a cybertérben... Cybernőstények (RS9 Színház)
- Lanford Wilson: Kéretik elégetni... Anna (RS9 Színház)
- Czeizel Gábor – Vajda Anikó: Prima Donna, a Balaton Csillaga... Didi; Cigánylány; Muriel (Karinthy Színház)

## Önálló est
- Gyűrött viszonyok – Köves Dóra (sanzonest Hajdu Sándorral)
- Judith – monodráma Bertolt Brecht művei alapján – Köves Dóra előadása
- A Bor, a Csokoládé és a Sanzon – Dalok az édes/keserű életről

## Filmek, tv
- Családi kör (1985)
- Gaudiopolis – In memoriam Sztehlo Gábor (1989)
- Gyerekgyilkosságok (1993)... Trottler Ibi
- Minden úgy van, ahogy van (1994)
- Szomszédok (sorozat, 1994)
- Rideg Sándor: Indul a bakterház (színházi előadás tv-felvétele, 2003)
- Tűzvonalban (sorozat, 2008) ... Edina
- Tabló (2008)
- Hajnali láz (2015)
- Sorsfordító (2016)
- Eszméletlen (2017)
- Holnap Tali! (2017)
- Margitfilm (2019)
- A Király (2023)